# Brian Geraghty

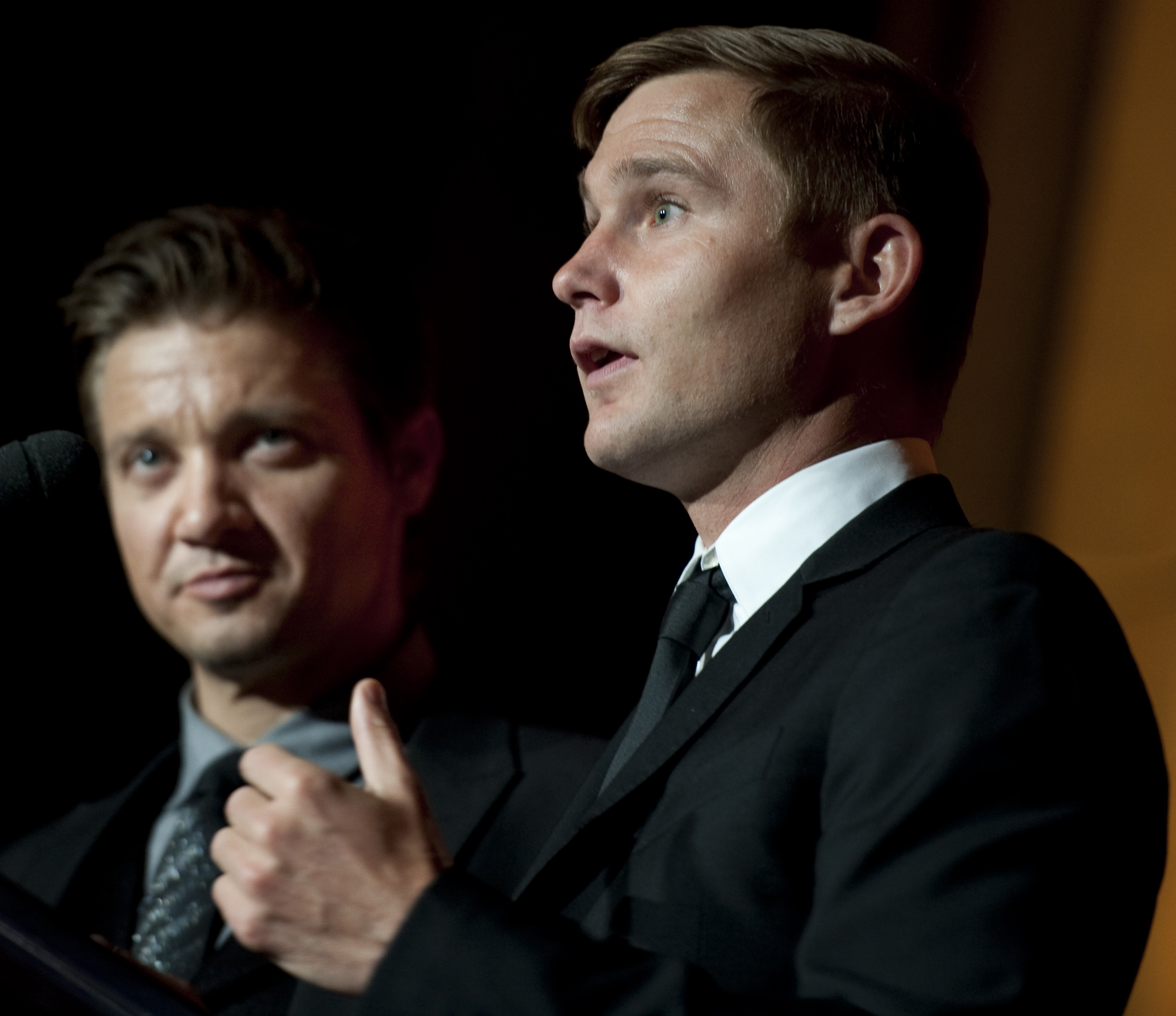
Geraghty con Jeremy Renner en abril de 2010.

Brian Geraghty (Toms River, Nueva Jersey, 13 de mayo de 1975) es un actor de televisión y cine estadounidense conocido por su papel en The Hurt Locker, ganadora del Óscar a la mejor película en 2009, Jarhead (2005),  Bobby (2006), El vuelo (2012) y por interpretar al agente de FBI James Tolliver en la serie de televisión Boardwalk Empire 

## Biografía
Geraghty nació en Toms River, Nueva Jersey, y tiene ascendencia irlandesa. En su tiempo libre le gusta practicar surf y su exnovia es la actriz y modelo Krysten Ritter Se graduó de secundaria en la Toms River High School East en 1993 y luego en Neighborhood Playhouse School of Theatre antes de comenzar su carrera profesional en Nueva York, más tarde se mudó a Los Ángeles. En su tiempo libre, a Geraghty le gusta practicar surf.

## Trayectoria
Su pequeño papel en el drama The Sopranos llamó la atención de Hollywood. Pronto le siguieron papeles de largometraje, en películas como Jarhead, The Guardian, We Are Marshall, The Hurt Locker y Bobby.  Aparece también en el episodio Quickie de Law & Order: Special Victims Unit, donde es un hombre que intencionalmente contagia a mujeres con el VIH. En 2012 interpretó el papel de copiloto en Flight, junto a Denzel Washington, dirigida por Robert Zemeckis. En 2013, interpretó al Agente Knox en la serie dramática criminal de HBO Boardwalk Empire
En 2014 se suma al elenco principal de la serie policial de la cadena NBC, Chicago P.D., personificando al oficial Sean Roman de la policía de Chicago. Su personaje también suele hacer apariciones en la serie madre Chicago Fire.
En 2018, Geraghty protagonizó el drama de TNT The Alienist, como el Comisionado de Policía de Nueva York Theodore Roosevelt.

## Filmografía
| Película                                              | Año             | Personaje                  |
| ----------------------------------------------------- | --------------- | -------------------------- |
| Town Diary                                            | 2002            | Frank Ryan                 |
| Aller simple pour Manhattan                           | 2002            | Rookie Cop                 |
| Earl & Puppy                                          | 2003            | Terry                      |
| Stateside                                             | 2004            | Chris                      |
| Cruel World                                           | 2005            | Collin                     |
| Conversations with Other Women                        | 2005            | Groom                      |
| Jarhead                                               | 2005            | Fergus                     |
| Art School Confidential                               | 2006            | Stoob                      |
| When a Stranger Calls                                 | 2006            | Bobby                      |
| Bobby                                                 | 2006            | Jimmy                      |
| The Guardian                                          | 2006            | Billy Hodge                |
| The Elder Son                                         | 2006            | Greg                       |
| We Are Marshall                                       | 2006            | Tom Bogdan                 |
| An American Crime                                     | 2007            | Bradley                    |
| I Know Who Killed Me                                  | 2007            | Jerrod Pointer             |
| Love Lies Bleeding                                    | 2008            | Duke                       |
| Krews                                                 | 2009            | Henry McFarlin             |
| Easier with Practice                                  | 2009            | Davy Mitchell              |
| The Hurt Locker Ganadora al Óscar a la mejor película | 2009            | Especialista Owen Eldridge |
| The Second Bakery Attack                              | 2010            | Dan                        |
| The Chameleon                                         | 2010            | Brian Jansen               |
| Open House                                            | 2010            | David                      |
| Krews                                                 | 2010            | Henry Mcfarlin             |
| Seven Days in Utopia                                  | 2011            | Jake                       |
| 10 Years                                              | 2011            | Garrity Liamsworth         |
| ATM                                                   | 2012            | David Hargrove             |
| Refuge                                                | 2012            | Sam                        |
| Flight                                                | 2012            | Ken Evans                  |
| Ass Backwards                                         | 2013            | Brian Hickman              |
| Kilimanjaro                                           | 2013            | Doug                       |
| Date and Switch                                       | 2014            | Lars                       |
| The Identical                                         | 2014            | William Hamsley            |
| WildLike                                              | 2014            |                            |
| Chicago P.D.                                          | 2014-2016, 2020 | Sean Roman                 |
| Extremely Wicked, Shockingly Evil, and Vile           | 2019            | Dan Dowd                   |
| Big Sky                                               | 2020            | Ronald Pergman             |